# (19618) Maša
(19618) Maša (1999 PN3) – planetoida z pasa głównego asteroid okrążająca Słońce w ciągu 3,6 lat w średniej odległości 2,35 j.a. Odkryta 11 sierpnia 1999 roku w Obserwatorium Črni Vrh.